# 西地那非
西地那非，又譯昔多芬，是一種研發治療心血管疾病藥物時意外發明出的治療男性勃起功能障礙藥物。法律規範為處方藥品，需醫生診斷後開立處方箋才可購得服用。
一般以其商業用名Viagra（中國大陸註冊名万艾可，台灣和港澳商品名威而鋼）廣為人知，在大陸和香港俗稱「伟哥」、在台灣則俗稱「藍色小藥丸」。目前辉瑞制药对西地那非的专利权已过期，其他厂商可以合法制造同种药物。

## 发展历史
西地那非由美国辉瑞制药公司在英国肯特郡桑的研究中心研发，本是為了用于治疗心血管疾病的5-磷酸二酯酶抑制藥，期望透過释放生物活性物质一氧化氮以舒张心血管平滑肌，來达到扩张血管、缓解心血管疾病的目的。但是在位于的莫里森医院的第一场临床试验结果并不能达到预期，其表现令人失望，无法成为治疗心血管的药物。
1991年4月，西地那非的临床研究正式宣告失败，但是治療者在试验後都不願意交出餘下的藥物；在研究员的追查之下，才發現這一種藥對病者的性生活有改善。在经辉瑞高层许可後，研究人员就西地那非对阴茎海绵体平滑肌的作用展开了研究，并于1998年3月27日获得美国联邦食品和药品管理局的上市许可，之后迅速获得商业上的成功。2008年辉瑞公司借此获利19.34亿美元，成为令该公司名声大噪的一个产品。

## 作用机理
西地那非是一種第五型磷酸二酯酶抑制劑，作用於5型磷酸二酯酶（PDE5）。磷酸二酯酶是NO-cGMP通路的负调节因子，它抑制PDE5分解cGMP而使protein kinase G （PKG）被活化的量提升，因此使血管擴張，血壓降低而能治療肺高壓及高山症。
西地那非可以高选择性地抑制人体内PDE5活性，PDE5在阴茎海绵体内表达水平极高，而在人体其他组织和器官中则表达较低。服用西地那非后，阴茎海绵体血管平滑肌在药物的作用下舒张，血液流量增加，海绵体充血，阴茎勃起，从而产生对阴茎勃起功能障碍的治疗作用。
阴茎勃起障碍患者在口服后平均作用时间为27分钟（临床数据分布于12-70分钟之间）。

## 适应症和用法用量
西地那非的主要适应症为阴茎勃起功能障碍，以及肺高壓與高山症預防等。
在实际应用中，一些保健品生产厂商在其产品中加入西地那非成分以期令使用者获得更加明显的效果，但由于在保健品中使用西地那非的用量没有严格的控制，因而可能会对使用者产生不良影响。

## 不良反应
西地那非主要的不良反应来自于它对人体其他部位磷酸二酯酶的抑制作用。
西地那非常见的不良反应有：头晕、鼻塞、消化不良以及一过性的视觉异常，这种异常可能表现为蓝/绿颜色辨别异常、光感增强或视物模糊。以上这些不良反应大多是由于相关的平滑肌松弛造成的。
另外西地那非比较严重的不良反应还包括：卧位血压下降和心输出量下降，此外临床研究显示服用西地那非后进行性行为，发生心脏异常的几率增加，这包括心绞痛、头晕、恶心等症状，并有可能造成心源性猝死。
此外尚有偶发报告服用西地那非后发生异常勃起。

## 药代动力学参数
西地那非吸收迅速，口服后血药浓度迅速达到峰值，生物利用度40%，经肝脏代谢，肾脏功能轻度和中度不全者，其对西地那非的药时曲线没有显著影响，重度肾功能不全服用西地那非后其血浆清除率会降低。

## 西地那非不適用者
肝功能不全者、嚴重高血壓（高於170/100 mmHg）、嚴重低血壓（低於90/50 mmHg）、曾有中風、心肌梗塞或心血管危險因子（心血管疾病、心衰竭、心絞痛）及遺傳性退化視網膜病變出血性疾病，皆不建議使用威而鋼。

非動脈炎性前部缺血性視神經病變之患者(Nonarteritic Anterior Ischemic Optic Neuropathy)，也不建議使用。

## 西地那非制剂

### 辉瑞

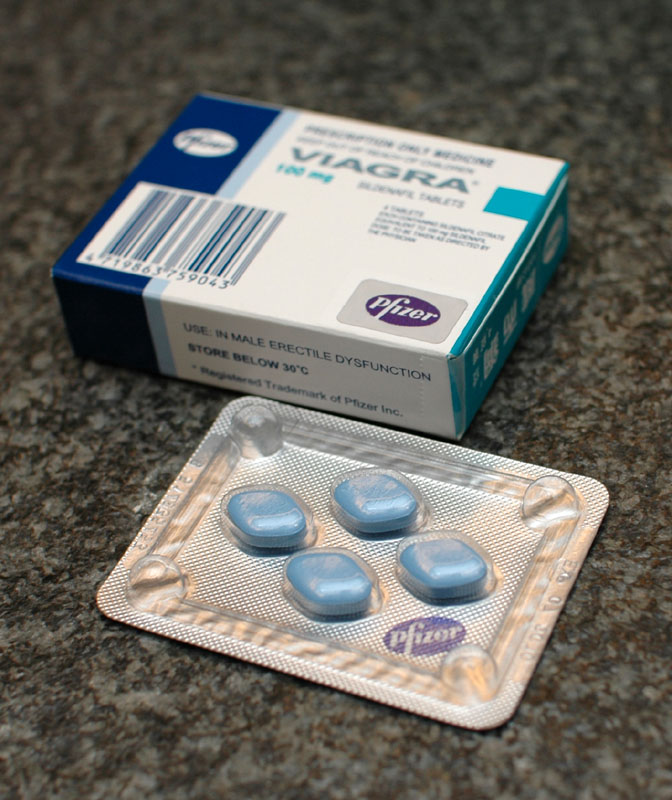
一盒四粒100mg裝威而鋼藥錠

威而鋼是辉瑞公司出品的枸橼酸西地那非片的商品名。
威而鋼为蓝色菱形薄膜包衣片剂，表面有凹陷的辉瑞公司标识，目前市场上共有三种剂量的万艾可，分别为25mg、50mg和100mg。

### 西地那非的专利权之争
虽然辉瑞在全世界绝大多数国家享有西地那非的专利权，但是在一些国家，他们失去了这一特权，这些国家包括玻利维亚、哥伦比亚、秘鲁、英国等，中国国家知识产权局也曾在2004年否决了辉瑞公司提出的西地那非用于治疗阴茎勃起障碍的用途专利申请。2006年6月2日，北京市第一中级人民法院判决美国辉瑞制药公司赢得了专利诉求的胜利。

## 軼聞
2008年12月，根據美國《華盛頓郵報》報導，美国中情局利用威而鋼來换取打击塔利班的過程中所需要的情报。
2018年5月，由加拿大渥太華大學腫瘤專家Dr. Rebecca Auer所帶領的研究團隊發現威而鋼以及效果相近的犀利士配合流感疫苗「Agriflu」使用的話，可有效幫助免疫系統清除手術後留下的癌細胞。
2021年12月，美國克利夫蘭醫學中心的程飛雄（Feixiong Cheng）研究團隊於12月6日《自然-老化》雜誌上發表的一項新研究結果顯示，使用威而鋼（Sildenafil，西地那非）使患上阿茲海默症的可能性降低了69%。。

## 外部連結
- 輝瑞藥廠Viagra官方網站 （页面存档备份，存于）（英文）
- Official Viagra UK Website （页面存档备份，存于）
- Official Revatio Website （页面存档备份，存于）
- prescribing information for Viagra （页面存档备份，存于） and prescribing information for Revatio （页面存档备份，存于） from Pfizer
- FDA Information （页面存档备份，存于）
- MedlinePLUS information, including side effects （页面存档备份，存于）
- U.S. National Library of Medicine: Drug Information Portal – Sildenafil （页面存档备份，存于）
- Viagra bound to proteins （页面存档备份，存于） in the PDB
- Viagra （页面存档备份，存于） at The Periodic Table of Videos（英语：The Periodic Table of Videos） (University of Nottingham)